# Зубково (Псковская область)
Зубково — деревня на юго-западе Бежаницкого района Псковской области. Входит в состав сельского поселения Кудеверская волость.
Расположена на Бежаницкой возвышенности, в 4 км к северу от волостного центра Кудеверь и в 39 км к юго-западу от райцентра Бежаницы.
Численность населения деревни по состоянию на 2000 год составляла 12 жителей.